# Pandémie de Covid-19 à Hong Kong
La pandémie de Covid-19 à Hong Kong démarre officiellement le 23 janvier 2020. À la date du 30 octobre 2022, le bilan est de 10 373 morts.

## Chronologie
Les deux premiers cas de Covid-19 à Hong Kong sont confirmés le 22 janvier 2020.
Les autorités hongkongaises ont pris des mesures très strictes pour endiguer la pandémie : Toute personne arrivant à Hongkong doit subir une quarantaine de vingt et un jours et tout cas contact doit passer quatorze jours dans un centre de quarantaine public où les conditions de séjour font régulièrement scandale.
En janvier 2022, les autorités ordonnent l'abattage de tous les hamsters de la ville, y compris ceux appartenant à des particuliers, après qu'une dizaine de ces animaux ont été déclarés positifs au Covid-19. La décision suscite une polémique, la population étant généralement sensible à la cause animale.
En février 2022, le variant omicron arrive à Hong Kong et provoque une vague massive de cas et de morts, en dépit de l’application de la politique de "zéro Covid" depuis le début de l’épidémie. Cette nouvelle vague et la crainte d’une mise à l’isolement, notamment des enfants, provoque une fuite de résidents hongkongais et étrangers pour ne pas subir les restrictions et le chaos engendrés.
Début mars 2022, plus de 2 000 personnes sont mortes de la covid-19.
Après un pic de près de 300 morts journalier mi-mars, le nombre de morts par jour dus à la covid 19, est passé sous la dizaine depuis fin avril 2022.